# Vanessa Gusmeroli
Vanessa Gusmeroli (* 19. September 1978 in Annecy) ist eine ehemalige französische Eiskunstläuferin, die im Einzellauf startete.
Gusmeroli, die sich auch als Wasserskifahrerin betätigte, wurde in den Jahren 2000 bis 2002 französische Meisterin im Eiskunstlauf der Damen. Sie nahm im Zeitraum von 1996 bis 2002 an Europameisterschaften teil. Ihr bestes Ergebnis dort war der vierte Platz bei der Europameisterschaft 2000 in Wien. Von 1996 bis 2001 nahm Gusmeroli auch an Weltmeisterschaften teil. Bei der Weltmeisterschaft 1997 in Lausanne feierte sie mit dem Gewinn der Bronzemedaille hinter den US-Amerikanerinnen Tara Lipinski und Michelle Kwan ihren größten Erfolg. Gusmeroli bestritt zwei Olympische Winterspiele. 1998 in Nagano wurde sie Sechste und 2002 in Salt Lake City belegte sie den sechzehnten Platz.
Nach den Olympischen Spielen beendete Gusmeroli 2002 ihre Wettkampfkarriere. Sie arbeitet als Offizielle bei der 
Internationalen Eislaufunion.

## Ergebnisse
| Wettbewerb / Jahr            | 1993 | 1994 | 1995 | 1996 | 1997 | 1998 | 1999 | 2000 | 2001 | 2002 |
| ---------------------------- | ---- | ---- | ---- | ---- | ---- | ---- | ---- | ---- | ---- | ---- |
| Olympische Winterspiele      |      |      |      |      |      | 6.   |      |      |      | 16.  |
| Weltmeisterschaften          |      |      |      | 14.  | 3.   | 16.  | 5.   | 4.   | 9.   |      |
| Europameisterschaften        |      |      |      | 8.   | 6.   | 11.  | 5.   | 4.   | 9.   | 11.  |
| Französische Meisterschaften |      | 7.   | 5.   |      | 2.   | 3.   | 2.   | 1.   | 1.   | 1.   |